# Osmankajärvi
Osmankajärvi är en sjö i Finland. Den ligger i kommunen Puolango i landskapet Kajanaland, i den centrala delen av landet, 500 km norr om huvudstaden Helsingfors. Osmankajärvi ligger 167,3 meter över havet. Den är 11 meter djup. Arean är 11,48 kvadratkilometer och strandlinjen är 24,49 kilometer lång. Sjön  ingår i Uleälvens huvudavrinningsområde.   Den sträcker sig 4,8 kilometer i nord-sydlig riktning, och 7,6 kilometer i öst-västlig riktning.
I övrigt finns följande i Osmankajärvi:
- Juurikkasaari (en ö)
- Kumpusaari (en ö)

I övrigt finns följande vid Osmankajärvi:
- Keskinen (en sjö)
- Kongasjärvi (en sjö)